# Glucogenosis
Las glucogenosis  son un conjunto de enfermedades metabólicas caracterizadas por un trastorno del metabolismo del glucógeno. Pueden clasificarse en diferentes categorías, en función de su mecanismo fisiopatológico o de producción según los defectos enzimáticos identificados y a veces, en función de características clínicas diferenciadas:
- De fisiopatología hepática hipoglucémica: incluye las glucogenosis tipos Ia, Ib, III, VI;

- De fisiopatología muscular: incluye las glucogenosis tipos V, VII y los defectos de la glucólisis que no causan acumulación de glucógeno;

- De fisiopatología peculiar, como las glucogenosis tipos II y IV.

## Algunas glucogenosis
- Glucogenosis tipo I o Enfermedad de Von Gierke. La glucosa-6-fosfatasa es la encargada de defosforilar la glucosa-6P en el hígado para su liberación al torrente sanguíneo y distribuirla por todas las células. La deficiencia de esta enzima provoca la acumulación de G6P intracelular lo que conlleva a una acumulación de glucógeno en el hígado y riñón ya que la G6P inhibe la glucógeno fosforilasa y activa la glucógeno sintasa. Esto a su vez provoca la falta de glucosa en sangre en respuesta al glucagón o la adrenalina, es decir, provoca una hipoglucemia grave tras pocas horas de ayuno y debilidad general. El tratamiento consiste en inhibir la captación de glucosa por parte del hígado, la alimentación intragástrica durante la noche, la ingesta de almidón de maíz crudo por su lenta degradación a glucosa y la transposición quirúrgica de la vena porta , sustituyendo el aporte de nutrientes directo al hígado desde el intestino para permitir que la sangre rica en glucosa llegue antes a otros tejidos ya que así reciben más glucosa.

- Glucogenosis tipo II o Enfermedad de Pompe. Defecto de la α(1-4)glucosidasa ácida lisosómica, también denominada maltasa ácida. El glucógeno aparece almacenado en lisosomas. En niños destaca por producir insuficiencia cardíaca al acumularse en el músculo cardíaco causando cardiomegalia. En adultos el acúmulo es más acusado en músculo esquelético.

- Glucogenosis tipo V o Enfermedad de McArdle. Es una enfermedad metabólica rara, causada por un déficit congénito de la enzima fosforilasa del músculo esquelético, siendo normal la actividad de dicha enzima en hígado y músculo liso. Existe un aumento de glucógeno leve en músculo. Suele comenzar en la juventud, a partir de los 20 años, aunque algunos pacientes refieren mala tolerancia al ejercicio desde la infancia. Se han descrito 4 formas clínicas en función del grado de afectación:

- Tipo 1: fatiga muscular o debilidad muy leves que a veces se etiqueta de psicogénica.

- Tipo 2: fatiga muscular, debilidad progresiva de inicio muy tardío, pasados los 50 años.

- Tipo 3: debilidad moderada congénita

- Tipo 4: miopatía infantil fatal en los primeros meses por problemas respiratorios.

Puede ser muy similar a la glucogenosis tipo VII y al igual que este tipo de glucogenosis se caracteriza por debilidad y calambres temporales del músculo esquelético durante el ejercicio. El desarrollo mental es normal. 
- Glucogenosis tipo VI  o enfermedad de Hers

- Glucogenosis tipo VII o Enfermedad de Tarui. Déficit de fosfofructoquinasa.

Hay varias enfermedades del glucógeno que resultan de defectos genéticos que afectan enzimas que están implicadas en la síntesis o catabolismo del glucógeno entre los músculos, hígado u otros clases de célula.